# Zhanghenglong yangchengensis
Zhanghenglong yangchengensis es la única especie conocida del género extinto Zhanghenglong de dinosaurio iguanodontiano hadrosauroideo que vivió a finales del período Cretácico hace 85 millones de años durnate el Santoniense, en lo que es hoy Asia. Se conoce de estratos del Cretácico Superior, etapa media del Santoniense, de la Formación Majiacun en Xixia en la provincia de Henan, China. Solo se conoce a una especie, representada por un cráneo desarticulado y parcial y restos del esqueleto postcraneal.

## Descubrimiento e investigación

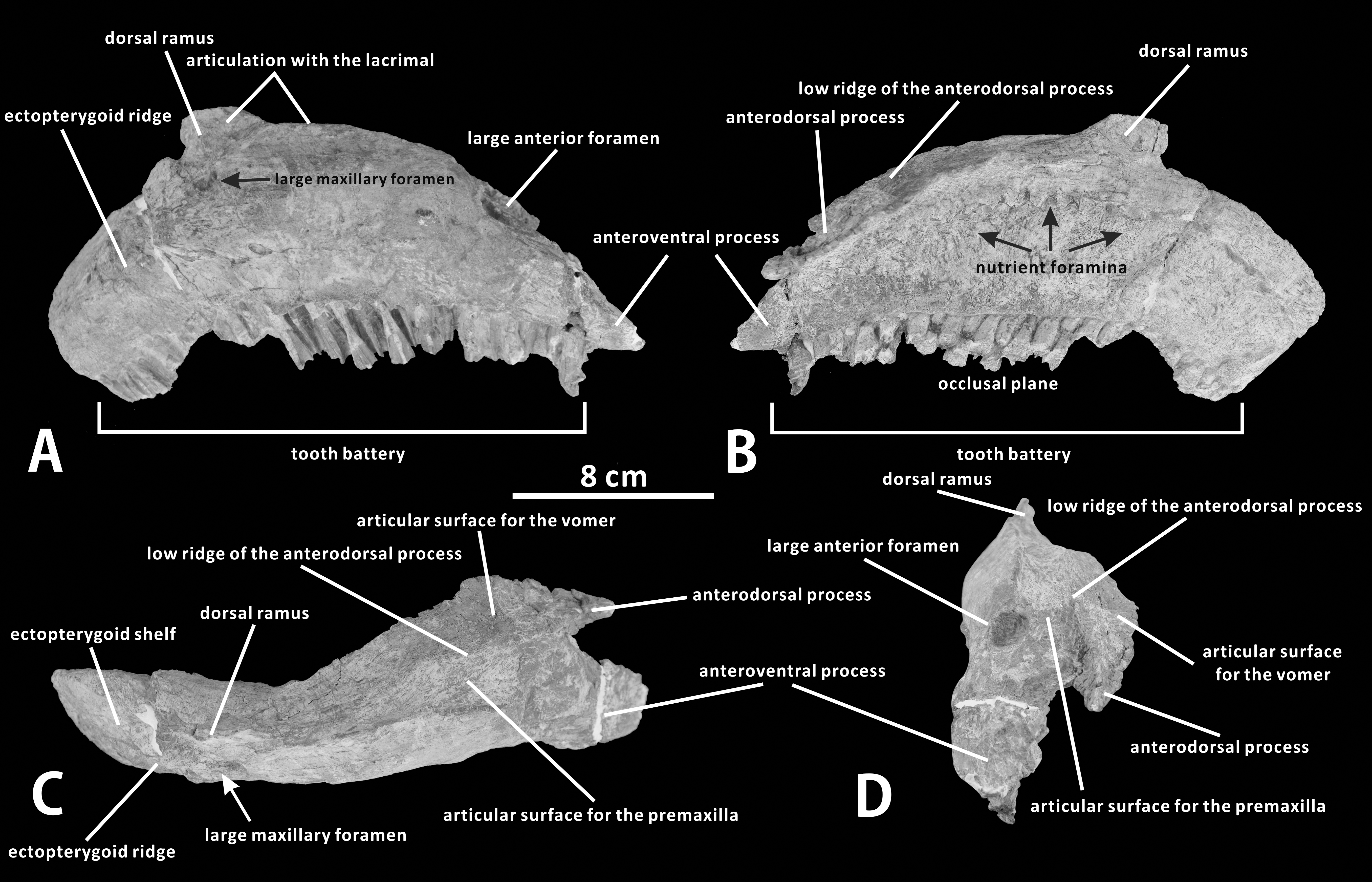
Maxilar del espécimen tipo.

En 2011, se descubrieron en Zhoujiagou en la provincia de Henan los restos de un dinosaurio euornitópodo.
En 2014, estos restos fueron la base para nombrar y describir a la especie tipo Zhanghenglong yangchengensis por un equipo conformado por Xing Hai, Wang Deyou, Han Fenglu, Corwin Sullivan, Ma Qingyu, He Yiming, David Hone, Yan Ronghao, Du Fuming y Xu Xing. El nombre del género combina el nombre del científico chino del siglo I Zhang Heng con el término long, que en mandarín significa "dragón". El nombre de la especie se refiere a Yangcheng, una unidad administrativa de la época de los Zhou orientales, que coincide parcialmente con el actual Henan.
El holotipo, XMDFEC V0013, fue hallado en la Formación Majiacun Formation que data de mediados del Santoniano, hace cerca de ochenta y cinco millones de años. Consiste de un cráneo parcial y la mandíbula, incluyendo el maxilar, el yugal y el dentario derechos. El  paratipo es XMDFEC V0014, un esqueleto parcial que carece de cráneo, e incluye cinco vértebras de la espalda, un omóplato y el cúbito derecho.

## Clasificación
Zhanghenglong es probablemente un hadrosauroideo no hadrosáurido basándose en una serie de rasgos plesiomórficos presentes en este taxón. El nuevo género y especie difieren significativamente de otros miembros conocidos de Hadrosauroidea por tener dos distintivas autapomorfias y una combinación única de características. A pesar de la confluencia de algunos rasgos plesiomórficos típicos de los hadrosauroideos no hadrosáuridos, Zhanghenglong posee algunos rasgos derivados vistos en los hadrosáuridos, así como dos rasgos transicionales que son intermedios entre  los correspondientes rasgos plesiomórficos y derivados de hadrosauroideos. Por lo tanto, este taxón representa un hadrosauroideo relativamente derivado, y se cree que es uno de los parientes más cercanos de la familia Hadrosauridae.
|  | Telmatosaurus |
|  |               |
|  | Tethyshadros  |
|  |               |

|  | Zhanghenglong                                                    |
|  |                                                                  |
|  | \| \| Nanyangosaurus \| \| \| \| \| \| Hadrosauridae \| \| \| \| |
|  |                                                                  |
|  | Nanyangosaurus                                                   |
|  |                                                                  |
|  | Hadrosauridae                                                    |
|  |                                                                  |

|  | Nanyangosaurus |
|  |                |
|  | Hadrosauridae  |
|  |                |

|  | Zhanghenglong                                                    |
|  |                                                                  |
|  | \| \| Nanyangosaurus \| \| \| \| \| \| Hadrosauridae \| \| \| \| |
|  |                                                                  |
|  | Nanyangosaurus                                                   |
|  |                                                                  |
|  | Hadrosauridae                                                    |
|  |                                                                  |

|  | Nanyangosaurus |
|  |                |
|  | Hadrosauridae  |
|  |                |

|  | Telmatosaurus |
|  |               |
|  | Tethyshadros  |
|  |               |

|  | Zhanghenglong                                                    |
|  |                                                                  |
|  | \| \| Nanyangosaurus \| \| \| \| \| \| Hadrosauridae \| \| \| \| |
|  |                                                                  |
|  | Nanyangosaurus                                                   |
|  |                                                                  |
|  | Hadrosauridae                                                    |
|  |                                                                  |

|  | Nanyangosaurus |
|  |                |
|  | Hadrosauridae  |
|  |                |

|  | Zhanghenglong                                                    |
|  |                                                                  |
|  | \| \| Nanyangosaurus \| \| \| \| \| \| Hadrosauridae \| \| \| \| |
|  |                                                                  |
|  | Nanyangosaurus                                                   |
|  |                                                                  |
|  | Hadrosauridae                                                    |
|  |                                                                  |

|  | Nanyangosaurus |
|  |                |
|  | Hadrosauridae  |
|  |                |

|  | Telmatosaurus |
|  |               |
|  | Tethyshadros  |
|  |               |

|  | Zhanghenglong                                                    |
|  |                                                                  |
|  | \| \| Nanyangosaurus \| \| \| \| \| \| Hadrosauridae \| \| \| \| |
|  |                                                                  |
|  | Nanyangosaurus                                                   |
|  |                                                                  |
|  | Hadrosauridae                                                    |
|  |                                                                  |

|  | Nanyangosaurus |
|  |                |
|  | Hadrosauridae  |
|  |                |

|  | Zhanghenglong                                                    |
|  |                                                                  |
|  | \| \| Nanyangosaurus \| \| \| \| \| \| Hadrosauridae \| \| \| \| |
|  |                                                                  |
|  | Nanyangosaurus                                                   |
|  |                                                                  |
|  | Hadrosauridae                                                    |
|  |                                                                  |

|  | Nanyangosaurus |
|  |                |
|  | Hadrosauridae  |
|  |                |

|  | Telmatosaurus |
|  |               |
|  | Tethyshadros  |
|  |               |

|  | Zhanghenglong                                                    |
|  |                                                                  |
|  | \| \| Nanyangosaurus \| \| \| \| \| \| Hadrosauridae \| \| \| \| |
|  |                                                                  |
|  | Nanyangosaurus                                                   |
|  |                                                                  |
|  | Hadrosauridae                                                    |
|  |                                                                  |

|  | Nanyangosaurus |
|  |                |
|  | Hadrosauridae  |
|  |                |

|  | Zhanghenglong                                                    |
|  |                                                                  |
|  | \| \| Nanyangosaurus \| \| \| \| \| \| Hadrosauridae \| \| \| \| |
|  |                                                                  |
|  | Nanyangosaurus                                                   |
|  |                                                                  |
|  | Hadrosauridae                                                    |
|  |                                                                  |

|  | Nanyangosaurus |
|  |                |
|  | Hadrosauridae  |
|  |                |

|  | Telmatosaurus |
|  |               |
|  | Tethyshadros  |
|  |               |

|  | Zhanghenglong                                                    |
|  |                                                                  |
|  | \| \| Nanyangosaurus \| \| \| \| \| \| Hadrosauridae \| \| \| \| |
|  |                                                                  |
|  | Nanyangosaurus                                                   |
|  |                                                                  |
|  | Hadrosauridae                                                    |
|  |                                                                  |

|  | Nanyangosaurus |
|  |                |
|  | Hadrosauridae  |
|  |                |

|  | Zhanghenglong                                                    |
|  |                                                                  |
|  | \| \| Nanyangosaurus \| \| \| \| \| \| Hadrosauridae \| \| \| \| |
|  |                                                                  |
|  | Nanyangosaurus                                                   |
|  |                                                                  |
|  | Hadrosauridae                                                    |
|  |                                                                  |

|  | Nanyangosaurus |
|  |                |
|  | Hadrosauridae  |
|  |                |

|  | Telmatosaurus |
|  |               |
|  | Tethyshadros  |
|  |               |

|  | Zhanghenglong                                                    |
|  |                                                                  |
|  | \| \| Nanyangosaurus \| \| \| \| \| \| Hadrosauridae \| \| \| \| |
|  |                                                                  |
|  | Nanyangosaurus                                                   |
|  |                                                                  |
|  | Hadrosauridae                                                    |
|  |                                                                  |

|  | Nanyangosaurus |
|  |                |
|  | Hadrosauridae  |
|  |                |

|  | Zhanghenglong                                                    |
|  |                                                                  |
|  | \| \| Nanyangosaurus \| \| \| \| \| \| Hadrosauridae \| \| \| \| |
|  |                                                                  |
|  | Nanyangosaurus                                                   |
|  |                                                                  |
|  | Hadrosauridae                                                    |
|  |                                                                  |

|  | Nanyangosaurus |
|  |                |
|  | Hadrosauridae  |
|  |                |

|  | Telmatosaurus |
|  |               |
|  | Tethyshadros  |
|  |               |

|  | Zhanghenglong                                                    |
|  |                                                                  |
|  | \| \| Nanyangosaurus \| \| \| \| \| \| Hadrosauridae \| \| \| \| |
|  |                                                                  |
|  | Nanyangosaurus                                                   |
|  |                                                                  |
|  | Hadrosauridae                                                    |
|  |                                                                  |

|  | Nanyangosaurus |
|  |                |
|  | Hadrosauridae  |
|  |                |

|  | Zhanghenglong                                                    |
|  |                                                                  |
|  | \| \| Nanyangosaurus \| \| \| \| \| \| Hadrosauridae \| \| \| \| |
|  |                                                                  |
|  | Nanyangosaurus                                                   |
|  |                                                                  |
|  | Hadrosauridae                                                    |
|  |                                                                  |

|  | Nanyangosaurus |
|  |                |
|  | Hadrosauridae  |
|  |                |

|  | Telmatosaurus |
|  |               |
|  | Tethyshadros  |
|  |               |

|  | Zhanghenglong                                                    |
|  |                                                                  |
|  | \| \| Nanyangosaurus \| \| \| \| \| \| Hadrosauridae \| \| \| \| |
|  |                                                                  |
|  | Nanyangosaurus                                                   |
|  |                                                                  |
|  | Hadrosauridae                                                    |
|  |                                                                  |

|  | Nanyangosaurus |
|  |                |
|  | Hadrosauridae  |
|  |                |

|  | Zhanghenglong                                                    |
|  |                                                                  |
|  | \| \| Nanyangosaurus \| \| \| \| \| \| Hadrosauridae \| \| \| \| |
|  |                                                                  |
|  | Nanyangosaurus                                                   |
|  |                                                                  |
|  | Hadrosauridae                                                    |
|  |                                                                  |

|  | Nanyangosaurus |
|  |                |
|  | Hadrosauridae  |
|  |                |

|  | Telmatosaurus |
|  |               |
|  | Tethyshadros  |
|  |               |

|  | Zhanghenglong                                                    |
|  |                                                                  |
|  | \| \| Nanyangosaurus \| \| \| \| \| \| Hadrosauridae \| \| \| \| |
|  |                                                                  |
|  | Nanyangosaurus                                                   |
|  |                                                                  |
|  | Hadrosauridae                                                    |
|  |                                                                  |

|  | Nanyangosaurus |
|  |                |
|  | Hadrosauridae  |
|  |                |

|  | Zhanghenglong                                                    |
|  |                                                                  |
|  | \| \| Nanyangosaurus \| \| \| \| \| \| Hadrosauridae \| \| \| \| |
|  |                                                                  |
|  | Nanyangosaurus                                                   |
|  |                                                                  |
|  | Hadrosauridae                                                    |
|  |                                                                  |

|  | Nanyangosaurus |
|  |                |
|  | Hadrosauridae  |
|  |                |

|  | Telmatosaurus |
|  |               |
|  | Tethyshadros  |
|  |               |

|  | Zhanghenglong                                                    |
|  |                                                                  |
|  | \| \| Nanyangosaurus \| \| \| \| \| \| Hadrosauridae \| \| \| \| |
|  |                                                                  |
|  | Nanyangosaurus                                                   |
|  |                                                                  |
|  | Hadrosauridae                                                    |
|  |                                                                  |

|  | Nanyangosaurus |
|  |                |
|  | Hadrosauridae  |
|  |                |

|  | Zhanghenglong                                                    |
|  |                                                                  |
|  | \| \| Nanyangosaurus \| \| \| \| \| \| Hadrosauridae \| \| \| \| |
|  |                                                                  |
|  | Nanyangosaurus                                                   |
|  |                                                                  |
|  | Hadrosauridae                                                    |
|  |                                                                  |

|  | Nanyangosaurus |
|  |                |
|  | Hadrosauridae  |
|  |                |

|  | Telmatosaurus |
|  |               |
|  | Tethyshadros  |
|  |               |

|  | Zhanghenglong                                                    |
|  |                                                                  |
|  | \| \| Nanyangosaurus \| \| \| \| \| \| Hadrosauridae \| \| \| \| |
|  |                                                                  |
|  | Nanyangosaurus                                                   |
|  |                                                                  |
|  | Hadrosauridae                                                    |
|  |                                                                  |

|  | Nanyangosaurus |
|  |                |
|  | Hadrosauridae  |
|  |                |

|  | Zhanghenglong                                                    |
|  |                                                                  |
|  | \| \| Nanyangosaurus \| \| \| \| \| \| Hadrosauridae \| \| \| \| |
|  |                                                                  |
|  | Nanyangosaurus                                                   |
|  |                                                                  |
|  | Hadrosauridae                                                    |
|  |                                                                  |

|  | Nanyangosaurus |
|  |                |
|  | Hadrosauridae  |
|  |                |

|  | Telmatosaurus |
|  |               |
|  | Tethyshadros  |
|  |               |

|  | Zhanghenglong                                                    |
|  |                                                                  |
|  | \| \| Nanyangosaurus \| \| \| \| \| \| Hadrosauridae \| \| \| \| |
|  |                                                                  |
|  | Nanyangosaurus                                                   |
|  |                                                                  |
|  | Hadrosauridae                                                    |
|  |                                                                  |

|  | Nanyangosaurus |
|  |                |
|  | Hadrosauridae  |
|  |                |

|  | Zhanghenglong                                                    |
|  |                                                                  |
|  | \| \| Nanyangosaurus \| \| \| \| \| \| Hadrosauridae \| \| \| \| |
|  |                                                                  |
|  | Nanyangosaurus                                                   |
|  |                                                                  |
|  | Hadrosauridae                                                    |
|  |                                                                  |

|  | Nanyangosaurus |
|  |                |
|  | Hadrosauridae  |
|  |                |

|  | Telmatosaurus |
|  |               |
|  | Tethyshadros  |
|  |               |

|  | Zhanghenglong                                                    |
|  |                                                                  |
|  | \| \| Nanyangosaurus \| \| \| \| \| \| Hadrosauridae \| \| \| \| |
|  |                                                                  |
|  | Nanyangosaurus                                                   |
|  |                                                                  |
|  | Hadrosauridae                                                    |
|  |                                                                  |

|  | Nanyangosaurus |
|  |                |
|  | Hadrosauridae  |
|  |                |

|  | Zhanghenglong                                                    |
|  |                                                                  |
|  | \| \| Nanyangosaurus \| \| \| \| \| \| Hadrosauridae \| \| \| \| |
|  |                                                                  |
|  | Nanyangosaurus                                                   |
|  |                                                                  |
|  | Hadrosauridae                                                    |
|  |                                                                  |

|  | Nanyangosaurus |
|  |                |
|  | Hadrosauridae  |
|  |                |

|  | Telmatosaurus |
|  |               |
|  | Tethyshadros  |
|  |               |

|  | Zhanghenglong                                                    |
|  |                                                                  |
|  | \| \| Nanyangosaurus \| \| \| \| \| \| Hadrosauridae \| \| \| \| |
|  |                                                                  |
|  | Nanyangosaurus                                                   |
|  |                                                                  |
|  | Hadrosauridae                                                    |
|  |                                                                  |

|  | Nanyangosaurus |
|  |                |
|  | Hadrosauridae  |
|  |                |

|  | Zhanghenglong                                                    |
|  |                                                                  |
|  | \| \| Nanyangosaurus \| \| \| \| \| \| Hadrosauridae \| \| \| \| |
|  |                                                                  |
|  | Nanyangosaurus                                                   |
|  |                                                                  |
|  | Hadrosauridae                                                    |
|  |                                                                  |

|  | Nanyangosaurus |
|  |                |
|  | Hadrosauridae  |
|  |                |

|  | Telmatosaurus |
|  |               |
|  | Tethyshadros  |
|  |               |

|  | Zhanghenglong                                                    |
|  |                                                                  |
|  | \| \| Nanyangosaurus \| \| \| \| \| \| Hadrosauridae \| \| \| \| |
|  |                                                                  |
|  | Nanyangosaurus                                                   |
|  |                                                                  |
|  | Hadrosauridae                                                    |
|  |                                                                  |

|  | Nanyangosaurus |
|  |                |
|  | Hadrosauridae  |
|  |                |

|  | Zhanghenglong                                                    |
|  |                                                                  |
|  | \| \| Nanyangosaurus \| \| \| \| \| \| Hadrosauridae \| \| \| \| |
|  |                                                                  |
|  | Nanyangosaurus                                                   |
|  |                                                                  |
|  | Hadrosauridae                                                    |
|  |                                                                  |

|  | Nanyangosaurus |
|  |                |
|  | Hadrosauridae  |
|  |                |

|  | Telmatosaurus |
|  |               |
|  | Tethyshadros  |
|  |               |

|  | Zhanghenglong                                                    |
|  |                                                                  |
|  | \| \| Nanyangosaurus \| \| \| \| \| \| Hadrosauridae \| \| \| \| |
|  |                                                                  |
|  | Nanyangosaurus                                                   |
|  |                                                                  |
|  | Hadrosauridae                                                    |
|  |                                                                  |

|  | Nanyangosaurus |
|  |                |
|  | Hadrosauridae  |
|  |                |

|  | Zhanghenglong                                                    |
|  |                                                                  |
|  | \| \| Nanyangosaurus \| \| \| \| \| \| Hadrosauridae \| \| \| \| |
|  |                                                                  |
|  | Nanyangosaurus                                                   |
|  |                                                                  |
|  | Hadrosauridae                                                    |
|  |                                                                  |

|  | Nanyangosaurus |
|  |                |
|  | Hadrosauridae  |
|  |                |